# Камалат Сіах
Зайнатуддін Камалат Сіах (1641 — 1700) — султана Ачех в 1688—1699 роках.

## Життєпис
Походила з побічної гілки династії Мевкута Алам. Існують суперечливі версії про її походження. Згідно з рукописом в Національному університеті Малайзії, вона була донькою Шейха Мухаммада Фадліла Сіаха Тенгку ді Кедіріана, праонука султана Шрі Алама. Згідно іншоюверсії була донькою Раджи Умара, сина султана Муди Мухаммада і названою сестрою Інаят Закіатуддін Сіах Принародженні ймовірно мала і'мя Сері Бегінда.
1688 року після смерті султани Інаят 4 члени меджліс оранґ-каї (ради багатих людей) не визнали її володаркою султанату. З військом вони рушили на столицю Ачеху, проте зазнали поразки від армії панглоіми-сагі (очільників сагі-областей). Прийняла ім'я Падука Зайнатуддін Камалат Сіах.
За його панування полсилося значення меджліс оранґ-каї, без підтримки якого султана не могла прийняти важливого рішення. Разом з тим вдалося приборкати місцевих вожддів, зміцнити держави зсередини. Під час свого панування прйимала делегації Англійської Ост-Індської компанії та Французької Ост-Індської компанії.
1699 року прибула фетва від мекканського шарифіа Саада ібн Зайди, що панування жінки суперечить нормам ісламу. Тоді ж її було замінено арабським аристократом (начебто сеїдом) Ібрагімом Джамалуддіном. За деякими відомостями для правового переходу влади султана вийшла занього заміж (втім за іншими свідченнями ще раніше вона вийшла заміж за очільника своєї гвардії).
Померла колишня правителька 1700 року.